# Манојло Ласкарис (брат цара Теодора I)
Манојло Ласкарис је био византијски војни званичник из династије Ласкариса.
Манојло је био син Манојла и Јоване Кераце, а браћа су му били Михаило, Ђорђе, Константин (Цар), Теодор I (Цар), Алексије и Исак. Манојло је имао војни положај, Акрополит га помиње као генерала, прогнан је заједно са породицом од стране цара Јована III Дуке Ватаца али се вратио 1254. године, након доласка на трон унука-нећака цара Теодора II Ласкариса.
По повратку из изгнанства замонашио се и следеће године је послат у Дидимотику као вођа тамошње војске, вршећи истовремено и статус монаха и војника. Године 1265. учествовао је у неуспелом походу на Цепаини где је, упркос поразу војске, узео титуле првог поштоваоца и владара Дидимотике. Године 1266. учествовао је у Теодоровом новом походу против Кумана који је завршен поразом и успео је да побегне у Адријанопољ. Ово је био последњи пут да се помиње његово име, а зна се да је умро у дубокој старости.